# Concílio de Frankfurt
O Concílio de Frankfurt, instalado em 01 de junho de 794, foi convocado e presidido por Carlos Magno. Este concílio da igreja condenou o adocionismo (heresia) e revogou decretos sobre os ícones sagrados que foram estabelecidas em 787 no Concílio de Niceia.

## Antecedentes
O Concílio de Niceia, em 787, havia aprovado o culto às imagens. Ele fora um concilio de razões notadamente políticas, foi organizado graças às pressões políticas da imperatriz bizantina e regente durante a minoridade do filho e imperador Constantino VI, Irene para resolver a controvérsia iconoclasta, sem que nenhum representante da igreja franca tenha sido convidado. A corte franca, assim, não reconheceu os teólogos ecumênicos de Niceia, taxando de ambígua a fórmula ali apresentada e, em resposta compôs (provavelmente a cargo de Teodulfo de Orleães) uma série de tratados (Libri Carolini). O Carolini Libri, publicado em 791, foi, ao que se diz, na verdade um erro para destruir os ícones, mas, em contrapartida, foi uma imponente referência para a veneração a eles. E em resposta, Carlos Magno, enviou à Roma um embaixador para apresentar ao papa Adriano I 85 protestos relativos ao acordado em Niceia e que era também [provavelmente] uma resposta ao papa por sua insistência para que o monarca aceitasse ou reconhecesse os decretos de Niceia II

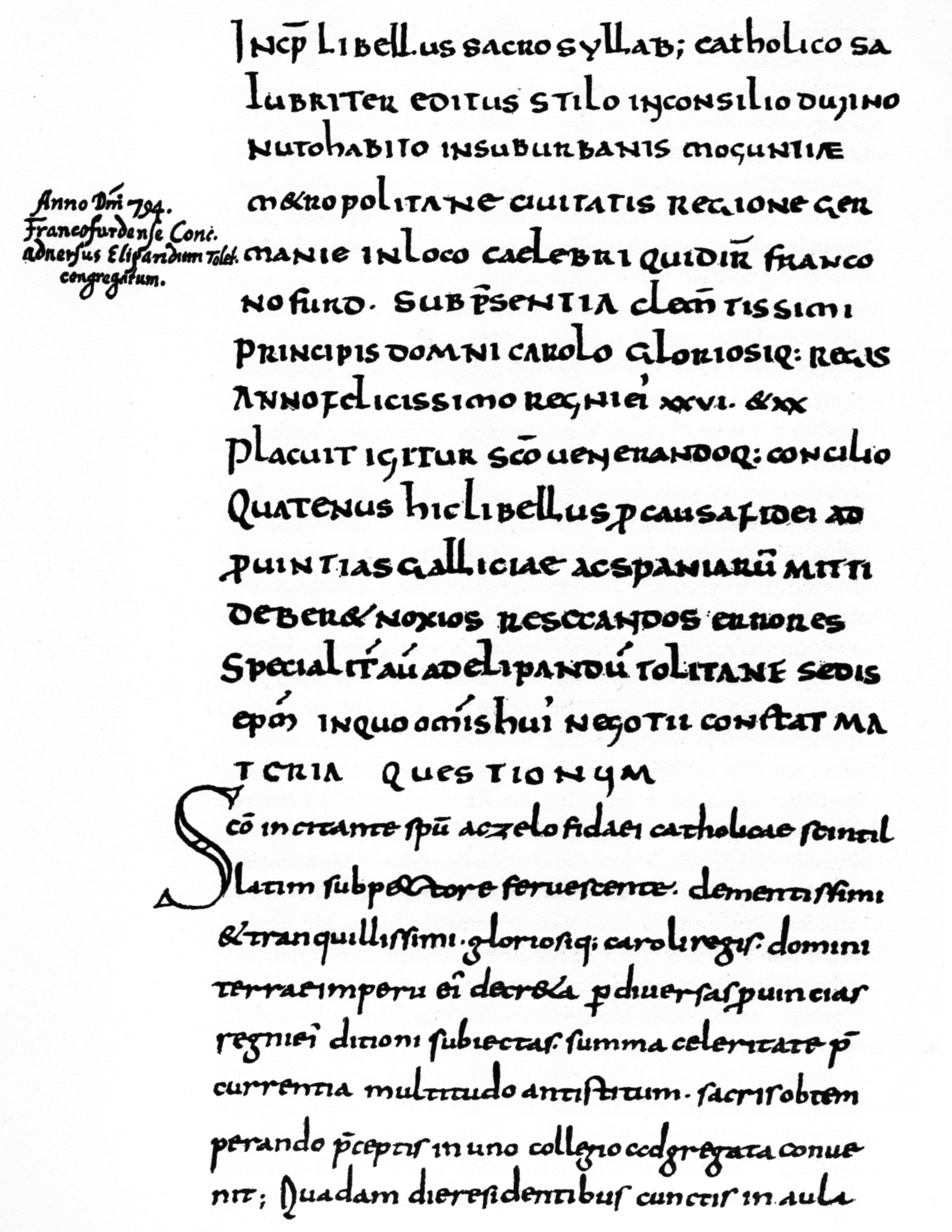
Prova documental de Frankfurt como Franconofurd em um documento de Carlos Magno no ano 794

## O concílio
A tensão política entre o Ocidente e o Império Bizantino era de extrema intensidade. O estado interferia notadamente no campo religioso e "Carlos Magno não admitia como válido um concílio que não contasse com a participação de bispos Francos". Ele então convocou, para 01 de junho de 794, o Concílio na cidade deFrankfurt, onde com a presença de 300 participantes, entre bispos e sacerdotes do reino franco da Aquitânia, Itália]] e Provença e, sob a direção do monarca
deu-se a instalação do Concílio de Frankfurt e que embora tivesse uma conotação notadamente política, já que representava uma medida de forças entre o Império Bizantino e Carlos Magno, o concílio adentrou fortemente em questões religiosas outras, como por exemplo:

## Pauta do concílio
Os tópicos e itens da agenda de trabalhos do sínodo de Frankfurt  foram ordenados em 56 "capítulos". Os pontos ou itens de discussão tinham peso diferente segundo sua característica, fosse ela  teológica política ou jurídica. Os cinco primeiros pontos desta "agenda" são considerados como de maior importância histórica: 
- Discussão sobre o adocionismo (Latin adoptio - "adoção"), uma heresia espanhola propagada por Félix, bispo de Urgel (783-792) e (798-799) e Elipando, bispo de Toledo, segundo a qual Jesus Cristo é o filho adotivo da humanidade e considerava a possibilidade de orar em língua vernácula. O Concílio condenou à doutrina e aos bispos Félix e Elipando por por unanimidade como heréticos.[2] [3]

- Revisão e rejeição do acordado no concílio II de Niceia, referente ao iconoclasmo.[3] Neste concílio, deu-se a revisão, rejeição e condenação do acordado no Concílio de Niceia II. A defesa teológica fomentada no Carolini Libri foi formalizada e aceita e adotada no concilio, ou seja deu-se a condenação tanto do iconodulismo (em favor de ícones) quanto da iconoclastia(contra ícones), permitindo que as imagens poderiam ser úteis dispositivos educacionais, mas negando que eram dignos de veneração".[4] O papa Adriano I, que defendia as decretais do Niceia II, para não incorrer em erros doutrinários ambíguos, recusou-se a comparecer e em seu lugar enviou dois legados.[5] Esta fora uma decisão claramente política já que o prestígio do monarca Franco estava em baixa junto à corte bizantina, uma vez que ele [a máxima autoridade do mundo ocidental] não fora convidado para o Niceia II, em 787, assim e, só por isso, ele considerou aquele concílio como não-ecumênico e até porque o papa Adriano I agindo de um modo independente do ocidente, aderiu à fórmula de Niceia II, com algumas reservas, entretanto. Assim mesmo o resultado conclusivo e relativo a este item de discussão teve o parecer "total" e "unânime" da assembleia que se manifestou pela reformulação do acordado em Niceia II. [2]

- Queda final do duque Tasssilo III (716-719), o último representante da Casa Agilolfinga, no ducado da Baviera. Em 787, Tassilo III, que havia se juntado aos lombardos fora derrotado pelos carolíngios, no ano seguinte, 788, ele renunciou ao trono ducal em favor de Carlos Magno, que se auto-proclamou Imperador da Baviera, em seguida ele foi banido para um mosteiro  até aquele ano quando teve que comparecer perante o concílio para fazer as pazes com o monarca e pedir sua misericórdia [pela traição], em seguida ele renunciou formalmente a todos os seus direitos ao trono ducal e às suas propriedades particulares, depois disto ele foi enviado de volta para o exílio monástico, onde morreria em 796 [3] Sua humilhação no sínodo de 794 selou a regra carolíngia sobre o Ducado da Baviera.

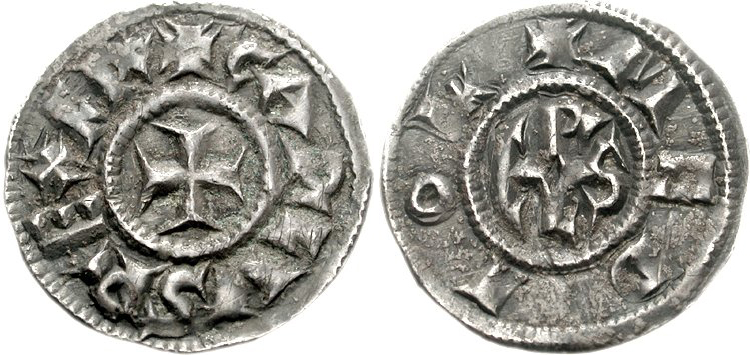
Frente e verso de um denário de 793 marcado com o nome do monarca Franco ao centro "Carolus Monogram"

- Fixação dos preços para os grãos [cereais] e sobre o pão em todo o reino franco. Esta medida visava restringir o consumo, evitando o superfaturamento e também pôs ênfase sobre a responsabilidade de todos os senhores [feudais], os quais deveriam cuidar para que seus dependentes não tivessem que sofrer fome. [2] [3]

- Portaria sobre a recente introdução da reforma monetária. Carlos havia surgido com um sistema monetário baseado no soldo de ouro e acabou por instituir um novo padrão monetário a partir de unidades de medida como a libra e o próprio soldo que eram, então, apenas unidades de medida (apenas o denier se manteve como uma das moedas do seu domínio). O item foi trazido ao concílio para que a reforma monetária proposta se tornasse vinculativa. A informação sobre o Concílio de Frankfurt [6] mostra que em todo o reino os novos denários de prata com incrustados com o monograma de Carlos Magno. Este padrão ou sistema monetário depois seria adotado em grande parte do continente europeu.[7]

- O concílio também condenou a perseguição aos supostos feiticeiros e bruxos , chamado a crença em bruxaria supersticiosa, e ordenou a pena de morte para aqueles que a pretensão de queimar bruxas.  O conselho também regulada pesos e medidas, e ofereceu directivas sobre a disciplina eclesiástica e leigos observância religiosa.[8]

- Outras 50 capitulares, a maioria referia-se às cartas dos bispos espanhóis referente a impostos.

Os resultados: decretos e atas deste concílio são registrados [armazenados] nos capítulos ou capitulares  em sua forma original.